# Raimundo Cesare Bergamin
Raimundo Cesare Bergamin SX (* 28. November 1910 in Piazzola sul Brenta, Provinz Padua; † 14. Januar 1991) war ein italienischer Ordensgeistlicher und römisch-katholischer Bischof von Padang.

## Leben
Raimundo Cesare Bergamin trat der Ordensgemeinschaft der Xaverianer-Missionare bei und empfing am 11. April 1936 das Sakrament der Priesterweihe.
Am 16. Oktober 1961 ernannte ihn Papst Johannes XXIII. zum Bischof von Padang. Der Erzbischof von Semarang, Albert Soegijapranata SJ, spendete ihm am 6. Januar 1962 die Bischofsweihe; Mitkonsekratoren waren der Erzbischof von Medan, Antoine Henri van den Hurk OFMCap, und der Bischof von Tianshui, Peter Gratian Grimm OFMCap. Raimundo Cesare Bergamin wählte den Wahlspruch Servus („Diener“). Er nahm an allen vier Sitzungsperioden des Zweiten Vatikanischen Konzils teil.
Papst Johannes Paul II. nahm am 17. März 1983 das von Raimundo Cesare Bergamin vorgebrachte Rücktrittsgesuch an.